# Coet multitram

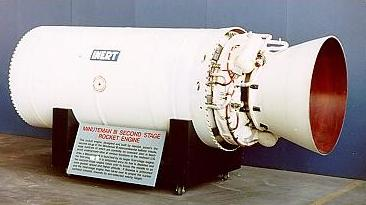
El segon tram d'un coet Minuteman III

Un coet multitram és un coet que utilitza dos o més trams, cadascun dels quals posseeix els seus propis motors i propel·lent. Els trams tàndem o en sèrie es munten sobre altres trams, mentre que els trams paral·lels s'enganxen als costats d'altres trams. El resultat són dos o més coets un sobre l'altre o un al costat de l'altre. En conjunt se'ls denomina a vegades una vehicle de llançament. Són bastant comuns els de dos trams, tot i que s'han llançat amb èxit coets amb cinc trams.
Deixant anar els trams quan se'ls ha esgotat el propel·lent s'aconsegueix que la massa del que queda del coet disminueixi. Aquesta separació permet que l'empenyiment dels trams restants l'accelerin fins a la seva velocitat i alçada finals amb més facilitat.
En els esquemes d'estadificació tàndem o en sèrie, el primer tram queda a la base i sol ser el més gran, el segon tram i els trams superiors següents, que van a sobre, solen ser de mida inferior. En els esquemes d'estadificació paral·lels s'utilitzen propulsors sòlids o líquids per ajudar a l'enlairament. Se'ls sol conèixer com "tram 0". En el cas típic, el primer tram i els propulsors propulsen tot el coet cap amunt. Quan se'ls esgota el combustible als propulsors, aquests es desprenen de la resta del coet (normalment amb algun tipus de petites càrregues explosives) i cauen a terra. Aleshores el primer tram impulsa el coet fins que també s'esgota i cau. És aleshores quan un petit coet, amb el segon tram de base, s'encén. Aquest procés, conegut als cercles de la ciència de coets com estadificació, és repetit fins que el motor de l'últim tram esgota el seu combustible.
En alguns casos amb estadificació en sèrie, el tram superior s'encén abans de la separació- l'anell que hi ha entre trams està dissenyat amb això al cap, i l'empenyiment s'utilitza per ajudar a separar els dos vehicles. Això és conegut com "fire in the hole".

## Avantatges
La principal raó per utilitzar coets multitram i propulsors és que una vegada s'esgota el carburant, l'estructura i l'espai que el contenen, i els motors mateixos queden sense ús, només afegeixen pes mort al vehicle que alenteix la seva posterior acceleració. Desprenent-se dels trams que ja no són útils s'alleugereix el coet. L'empenyiment dels trams posteriors és capaç de proporcionar més acceleració de la que proporcionaria si els trams inicials continuessin enganxats, o de la que un únic coet gran seria capaç d'aconseguir. Quan es deixa anar un tram, la resta del coet continua viatjant a una velocitat propera a la que viatjava el coet quan el tram s'apagà. Això significa que en total necessita menys combustible per assolir una velocitat i altitud donades.
Un avantatge més és que cada tram pot utilitzar diferents tipus de motors dissenyats per les seves condicions operatives particulars. Així els motors dels trams inferiors estan dissenyats pel seu ús a pressió atmosfèrica, mentre que els trams superiors poden utilitzar motors preparats per condicions properes al buit. Els trams inferiors tendeixen a requerir més estructura que els superiors perquè necessiten suportar el seu propi pes més el dels trams superiors. Optimitzar l'estructura de cada tram disminueix el pes total del vehicle i proporciona més avantatge.

## Desavantatges

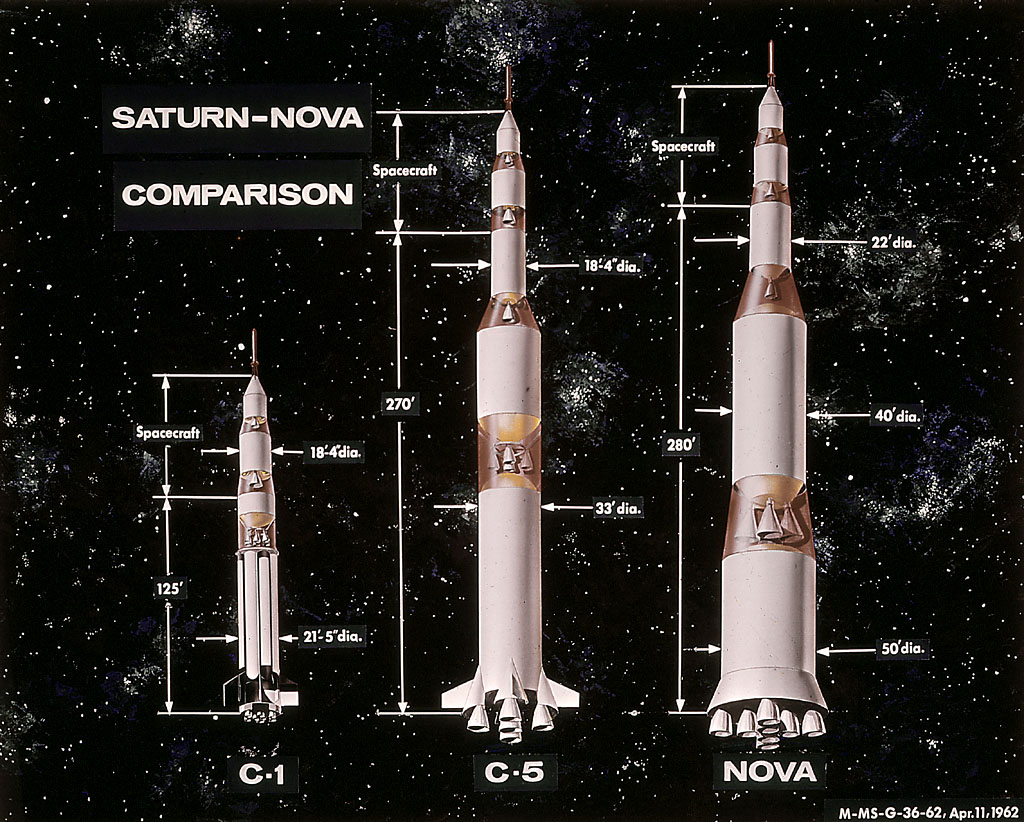
Tall esquemàtic mostrant tres coets multitram

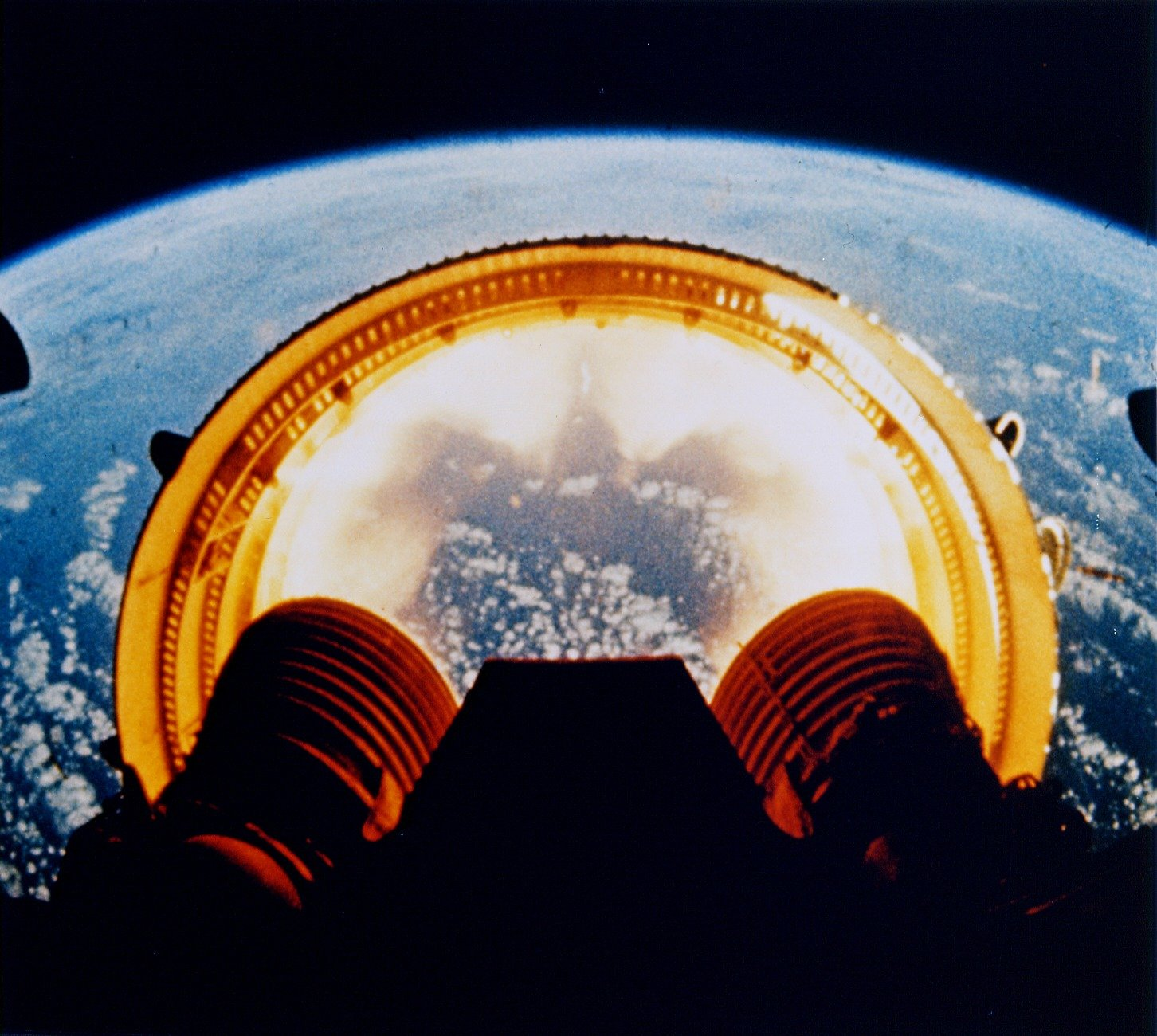
Despreniment del primer intertram d'un coet Saturn V

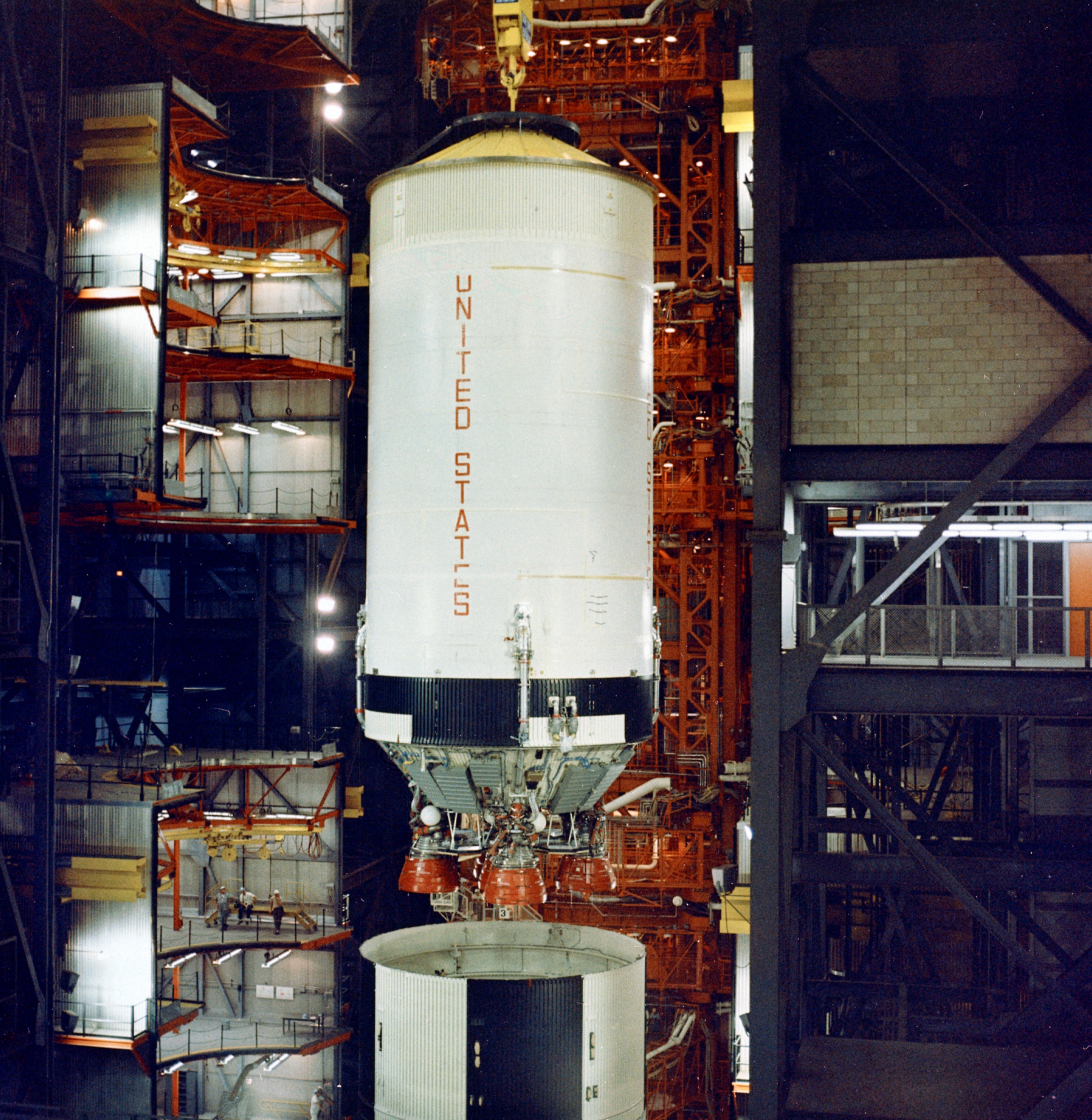
El segon tram és baixat per acoblar-se al primer tram d'un coet Saturn V

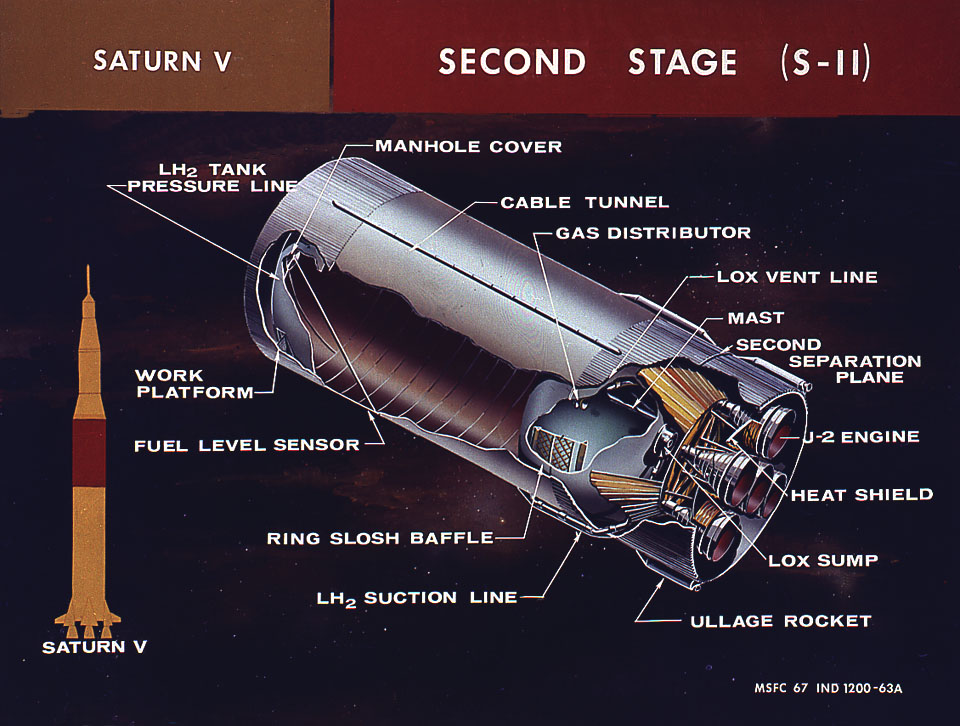
Un diagrama del segon tram i com encaixa en el coet complet

D'altra banda, l'estadificació exigeix que el vehicle aixequi el pes dels motors que no seran utilitzats fins a un temps després, i fa més complex tot el coet i més difícil de construir. Tanmateix els estalvis són tan grans que tots els coets que s'han utilitzat per dur càrregues útils a òrbita han sigut estadificats d'alguna manera.
En èpoques recents la utilitat de la tècnica s'ha posat en dubte a causa dels desenvolupaments tecnològics. En el cas del transbordador espacial el cost dels llançaments sembla estar majoritàriament compost del cost operatiu de les persones implicades, en lloc del cost del combustible o l'equipament. Reduir aquests costos sembla la millor manera de disminuir els costos totals dels llançaments. S'està investigant per abaixar els costos de llançar vehicles amb nova tecnologia que principalment encara està en fase de disseny i desenvolupament. Es pot trobar més informació en dissenys single stage to orbit que no tenen trams separats.

## Trams superiors
Els trams superiors dels vehicles de llançament estan dissenyats per operar a una altitud elevada, i sota poca o cap pressió atmosfèrica. Això els permet utilitzar cambres de combustió i continuar conseguint una ràtio d'expansió de tovera proper a l'òptim amb mides raonables de toveres. En molts motors de coet líquid de trams superior de baixa pressió, tals com l'Aerojet AJ-10, el propel·lent està emmagatzemat sota pressió, i no hi ha necessitat d'utilitzar complexos turbocompressors. Les baixes pressions de la cambra també generen ràtios de transferència de calor més baixos, que permeten la refrigeració ablativa de la cambra de combustió, que és millor que la refrigeració regenerativa més elaborada.

## Història i desenvolupament
En una descripció amb il·lustració del segle xiv de l'historiador xinès Jiao Yu, de l'estrat Huolongjing, apareix el coet multitram més antic conegut; aquest fou el "drac de foc que surt de l'aigua" (火龙出水, huo long chu shui), utilitzat principalment per la marina xinesa. Fou un coet de dos trams que tenia carregadors o acceleradors que es cremaven al final, abans que s'iniciés automàticament un petit nombre de fletxes coet que eren disparades des de la part davantera del míssil. El coet tenia forma de cap de drac amb una boca oberta i pot considerar-se l'antecessor del modern míssil antibuc YingJi-62. L'historiador Joseph Needham assenyala que el material escrit i la il·lustració representada d'aquest coet ve de l'estrat Huolongjing més antic, que pot estar datat a voltants del 1300-1350 aC. (De la part del llibre 1, capítulo 3, página 23).
Els experiments més recents amb coets multitram a Europa foren fets el 1551 per l'austríac Conrad Haas (1509–1576), el mestre d'arsenal de la ciutat de Hermannstadt, Transsilvània (ara Sibiu/Hermannstadt, Romania). Aquest concepte fou desenvolupat independentment per almenys quatre individus:
- El lituà Kazimierz Siemienowicz (1600 - 1651)
- El rus Konstantín Tsiolkovski (1857 – 1935)
- L'estatunidenc Robert Goddard (1882 – 1945)
- L'alemany Hermann Oberth (1894 – 1989), nascut a Hermannstadt, Transsilvània

El 1947, Mikhail Tikhonravov desenvolupà una teoria de trams paral·lels, que anomenà "coets empaquetats". En aquest esquema, es disparaven tres trams paral·lels des de l'enlairament, però els tres motors eren alimentats amb els dos trams exteriors, fins que quedaven buits i podien ser despresos. Això és més eficient que l'estadificació seqüencial, perquè el motor del segon tram mai no és un pes mort. El 1951, Dmitri Okhotsimski realitzà un estudi pioner de l'estadificació seqüencial i paral·lela, amb el bombament de combustible entre trams i sense. El disseny de l'R-7 Semiorka sortí de tal estudi.